# Gran Premio del Messico 2016
Il Gran Premio del Messico 2016 è stata la diciannovesima prova del Campionato mondiale di Formula 1 2016. La gara, corsa domenica 30 ottobre 2016 sull'autodromo Hermanos Rodríguez a Città del Messico, è stata vinta dal britannico Lewis Hamilton su Mercedes, al suo cinquantunesimo successo nel mondiale. Hamilton ha preceduto sul traguardo il suo compagno di team, il tedesco Nico Rosberg e l'australiano Daniel Ricciardo su Red Bull Racing-TAG Heuer.
Sul traguardo era giunto terzo l'altro pilota della Red Bull, Max Verstappen, ma è stato penalizzato per una manovra scorretta. Sul podio è così salito Sebastian Vettel, giunto quarto, successivamente anch'egli penalizzato, sempre per guida scorretta.
Gli organizzatori del gran premio sono stati premiati dalla FOM col Race Promoters' Trophy per il 2016, quale gara meglio organizzata nella stagione. Il gran premio aveva vinto tale riconoscimento anche per l'edizione 1986 e per quella del 2015.

## Vigilia

### Sviluppi futuri
Sono stabilite le date per i test invernali del 2017. Questi si terranno, in due sole sessioni, entrambe sul Circuito di Barcellona, dal 27 febbraio al 2 marzo, e dal 7 al 10, dello stesso mese.

### Analisi per il campionato piloti
Nico Rosberg comanda la classifica con 26 punti di margine sul compagno di scuderia Lewis Hamilton, quando mancano tre gare al termine del campionato. Avendo il tedesco vinto già in 9 occasioni, contro le 7 dell'inglese, basterà che Rosberg termini il gran premio con 50 punti di margine sull'avversario. Per fare ciò il tedesco, per aggiudicarsi il suo primo titolo, deve vincere, e Hamilton non deve cogliere più del decimo posto.
La Mercedes si è già aggiudicata, per la terza volta, il titolo riservato ai costruttori.

### Aspetti tecnici
Per il gran premio la Pirelli, fornitrice unica degli pneumatici, porta gomme di tipo medio, morbido e supermorbido. Un set aggiuntivo di questo ultimo tipo di mescole è attribuito ai piloti che accedono alla Q3, e andrà restituito al termine delle qualifiche.
Per questa gara sono due le zone individuate per l'utilizzo del Drag Reduction System: la prima è sul rettifilo dei box; la seconda zona è stabilita sulla Recta Trasera (tra le curve 3 e 4); c'è un solo detection point, fissato dopo la curva 14.

### Aspetti sportivi
Danny Sullivan è nominato, quale commissario aggiunto per il gran premio. L'ex pilota di F1 ha già svolto in passato tale funzione, l'ultima al Gran Premio del Belgio.
Kimi Räikkönen festeggia il suo duecentocinquantesimo gran premio nel mondiale. Il pilota finlandese è settimo nella classifica di tutti i tempi, per numero di gran premi disputati nel mondiale di F1.

## Prove

### Resoconto
Nella prima sessione di prove libere Lewis Hamilton, su gomme medie, ha ottenuto il tempo migliore. Il britannico ha staccato di sette decimi il compagno di team, Nico Rosberg, che ha avuto maggiore difficoltà a mandare in temperatura gli pneumatici. In classifica, dietro a Hamilton, si sono posizionate le due Ferrari, con Sebastian Vettel staccato di meno di un decimo, e Kimi Räikkönen a meno di due, dal tempo del campione del mondo. Le vetture italiane hanno utilizzato gomme morbide, mentre le Force India, che hanno chiuso col quarto e quinto tempo, hanno preferito utilizzare gomme della mescola supermorbida.
La rarefazione dell'aria ha inciso sulla difficoltà di raffreddamento dell'impianto frenante, tanto che sulla Red Bull Racing di Max Verstappen si è verificato anche un principio d'incendio. La direzione di gara ha anche esposto la bandiera rossa, che ha interrotto la sessione, quando dalla Sauber di Felipe Nasr si è staccata l'ala posteriore, a seguito del passaggio su un cordolo.
Vettel sorpassa Hamilton, nella seconda sessione. A parità di gomme utilizzate, le supermorbide, il tedesco ha ottenuto un tempo di 4 millesimi migliore rispetto a quello del britannico. I piloti, per mandare in temperatura le gomme, a causa anche di una temperatura dell'asfalto non elevata, devono effettuare due giri di riscaldamento, prima di ottenere il tempo migliore. Vettel ha inoltre ottenuto dei buoni riscontri cronometrici nella simulazione di gara, effettuata con gomme medie. Terzo si è classificato Nico Rosberg, che ha preceduto l'altro ferrarista Kimi Räikkönen e Daniel Ricciardo. Il finlandese della Ferrari si è lamentato per l'assetto della sua monoposto.
Romain Grosjean ha perduto gran parte della sessione per un guasto all'ERS, mentre Daniil Kvjat ha dovuto lasciare la vettura in pista, nel corso del giro di rientro, per un problema alla power unit.
Nella sessione del sabato Max Verstappen ottiene il miglior rilievo cronometrico, precedendo Lewis Hamilton a meno di un decimo. Al terzo e quarto posto si classificano i due compagni di scuderia, dei primi due, ovvero Daniel Ricciardo e Nico Rosberg. Il tedesco della Mercedes ha compiuto ben 27 giri, utilizzando perciò questa sessione anche per migliorare l'assetto per la gara. L'altro pilota tedesco, Vettel, è sceso al quinto posto, superato anche da Valtteri Bottas: il ferrarista paga 8 decimi, ma è stato rallentato dal traffico, nel primo tentativo, e ha commesso un piccolo errore, nel secondo tentativo consecutivo, con lo stesso treno di gomme supermorbide.

### Risultati
Nella prima sessione del venerdì si è avuta questa situazione:
| Pos | Nº | Pilota           | Costruttore | Tempo    | Gap    | Giri |
| --- | -- | ---------------- | ----------- | -------- | ------ | ---- |
| 1   | 44 | Lewis Hamilton   | Mercedes    | 1'20"914 |        | 34   |
| 2   | 5  | Sebastian Vettel | Ferrari     | 1'20"993 | +0"079 | 23   |
| 3   | 7  | Kimi Räikkönen   | Ferrari     | 1'21"072 | +0"158 | 19   |

Nella seconda sessione del venerdì si è avuta questa situazione:
| Pos | Nº | Pilota           | Costruttore | Tempo    | Gap    | Giri |
| --- | -- | ---------------- | ----------- | -------- | ------ | ---- |
| 1   | 5  | Sebastian Vettel | Ferrari     | 1'19"790 |        | 47   |
| 2   | 44 | Lewis Hamilton   | Mercedes    | 1'19"794 | +0"004 | 37   |
| 3   | 6  | Nico Rosberg     | Mercedes    | 1'20"225 | +0"435 | 46   |

Nella sessione del sabato mattina si è avuta questa situazione:
| Pos | Nº | Pilota           | Costruttore               | Tempo    | Gap    | Giri |
| --- | -- | ---------------- | ------------------------- | -------- | ------ | ---- |
| 1   | 33 | Max Verstappen   | Red Bull Racing-TAG Heuer | 1'19"137 |        | 16   |
| 2   | 44 | Lewis Hamilton   | Mercedes                  | 1'19"231 | +0"094 | 23   |
| 3   | 3  | Daniel Ricciardo | Red Bull Racing-TAG Heuer | 1'19"370 | +0"233 | 17   |

## Qualifiche

### Resoconto
Le temperature dell'asfalto e dell'aria sono più alta di quelle delle prove del mattino. Non partecipa alle qualifiche il pilota della Renault Jolyon Palmer, per un problema tecnico alla sua vettura.
Nella prima fase si pone al comando della classifica Nico Hülkenberg, battuto poi da Lewis Hamilton. Il tempo del britannico viene abbassato ancora dalle due Ferrari. Più staccato Nico Rosberg, solo col settimo tempo. I piloti sfruttano le gomme per due giri veloci, uno seguito subito dell'altro. Hamilton si riporta in testa alla classifica, mentre Daniil Kvjat, a causa di un problema al motore non può completare la sessione. Negli ultimi istanti della Q1 Esteban Gutiérrez va in testa coda, e ciò impedisce al sopraggiungente compagno di team, Romain Grosjean, di ottenere un tempo sufficiente per passare alla fase seguente. Oltre a Palmer, Kvjat e le due Haas, sono eliminati anche Felipe Nasr ed Esteban Ocon.
Le gomme scelte per questa fase saranno anche quelle che, i piloti che passano alla fase finale, monteranno per la partenza della gara. Tutti, tranne i piloti della Red Bull Racing, optano per le morbide. Hamilton si pone ancora in cima ai tempi, seguito dal compagno di scuderia, Rosberg. Successivamente Vettel batte il tempo del connazionale, ed è secondo. Nella parte finale della Q2 Max Verstappen strappa, con gomme supermorbide, il primato della sessione. Lui, assieme al compagno di scuderia Ricciardo, e a Hamilton e Vettel, non prende parte alla fase finale della sessione. Kimi Räikkönen torna in pista con le supermorbide, ma non migliora il tempo ottenuto con le morbide, che così rimangono le coperture che utilizzerà alla partenza. Negli ultimi secondi di sessione si ribalta la classifica, nelle ultime posizioni; rimangono esclusi dalla fase finale Pascal Wehrlein, Kevin Magnussen, Marcus Ericsson, Sergio Pérez e le due McLaren.
In Q3 Verstappen è più veloce di Ricciardo, ma viene battuto da Hamilton. Rosberg, dopo il primo tentativo, è quarto, mentre Nico Hülkenberg è quinto, davanti ai due finlandesi Räikkönen e Bottas. Anche in questa fase i piloti effettuano due giri veloci con lo stesso treno di gomme. Con gli ultimi tentativi Max Verstappen e Daniel Ricciardo vengono scavalcati da Nico Rosberg, mentre Lewis Hamilton rimane imbattibile. Per l'inglese è la cinquantanovesima pole position nel mondiale.

### Risultati
Nella sessione di qualifica si è avuta questa situazione:
| Pos                         | Nº | Pilota            | Costruttore               | Q1          | Q2       | Q3       | Griglia |
| --------------------------- | -- | ----------------- | ------------------------- | ----------- | -------- | -------- | ------- |
| 1                           | 44 | Lewis Hamilton    | Mercedes                  | 1'19"447    | 1'19"137 | 1'18"704 | 1       |
| 2                           | 6  | Nico Rosberg      | Mercedes                  | 1'19"996    | 1'19"761 | 1'18"958 | 2       |
| 3                           | 33 | Max Verstappen    | Red Bull Racing-TAG Heuer | 1'19"874    | 1'18"972 | 1'19"054 | 3       |
| 4                           | 3  | Daniel Ricciardo  | Red Bull Racing-TAG Heuer | 1'19"713    | 1'19"553 | 1'19"133 | 4       |
| 5                           | 27 | Nico Hülkenberg   | Force India-Mercedes      | 1'20"599    | 1'19"769 | 1'19"330 | 5       |
| 6                           | 7  | Kimi Räikkönen    | Ferrari                   | 1'19"554    | 1'19"936 | 1'19"376 | 6       |
| 7                           | 5  | Sebastian Vettel  | Ferrari                   | 1'19"865    | 1'19"385 | 1'19"381 | 7       |
| 8                           | 77 | Valtteri Bottas   | Williams-Mercedes         | 1'20"338    | 1'19"958 | 1'19"551 | 8       |
| 9                           | 19 | Felipe Massa      | Williams-Mercedes         | 1'20"423    | 1'20"151 | 1'20"032 | 9       |
| 10                          | 55 | Carlos Sainz Jr.  | STR-Ferrari               | 1'20"457    | 1'20"169 | 1'20"378 | 10      |
| 11                          | 14 | Fernando Alonso   | McLaren-Honda             | 1'20"552    | 1'20"282 | N.D.     | 11      |
| 12                          | 11 | Sergio Pérez      | Force India-Mercedes      | 1'20"308    | 1'20"287 | N.D.     | 12      |
| 13                          | 22 | Jenson Button     | McLaren-Honda             | 1'21"333    | 1'20"673 | N.D.     | 13      |
| 14                          | 20 | Kevin Magnussen   | Renault                   | 1'21"254    | 1'21"131 | N.D.     | 14      |
| 15                          | 9  | Marcus Ericsson   | Sauber-Ferrari            | 1'21"062    | 1'21"536 | N.D.     | 15      |
| 16                          | 94 | Pascal Wehrlein   | Manor-Mercedes            | 1'21"363    | 1'21"785 | N.D.     | 16      |
| 17                          | 21 | Esteban Gutiérrez | Haas-Ferrari              | 1'21"401    | N.D.     | N.D.     | 17      |
| 18                          | 26 | Daniil Kvjat      | STR-Ferrari               | 1'21"454    | N.D.     | N.D.     | 18      |
| 19                          | 12 | Felipe Nasr       | Sauber-Ferrari            | 1'21"692    | N.D.     | N.D.     | 19      |
| 20                          | 31 | Esteban Ocon      | Manor-Mercedes            | 1'21"881    | N.D.     | N.D.     | 20      |
| 21                          | 8  | Romain Grosjean   | Haas-Ferrari              | 1'21"916    | N.D.     | N.D.     | PL      |
| Tempo limite 107%: 1'25"008 |    |                   |                           |             |          |          |         |
| NQ                          | 30 | Jolyon Palmer     | Renault                   | senza tempo | N.D.     | N.D.     | 21      |

## Gara

### Resoconto
Prima della gara la Haas sostituisce il fondo della monoposto di Romain Grosjean, che così è costretto a partire dalla pit lane. La Ferrari monta sulla vettura di Kimi Räikkönen un propulsore diverso da quello con cui il pilota ha affrontato la prima parte del weekend di gara. Essendo un propulsore già usato, il pilota non è penalizzato sulla griglia di partenza.
Al via Lewis Hamilton tiene il comando della gara, ma va lungo alla prima staccata, conservando così il primato. Nico Rosberg resiste all'assalto di Max Verstappen, anche se le due monoposto si toccano, ma possono proseguire; Nico Hülkenberg è quarto, davanti a Kimi Räikkönen, Daniel Ricciardo, Felipe Massa e Sebastian Vettel. Nelle retrovie vi è una collisione tra Pascal Wehrlein e Marcus Ericsson: il primo è costretto al ritiro; Carlos Sainz Jr., invece, costringe fuori pista Fernando Alonso; il pilota della Toro Rosso è penalizzato di cinque secondi. La direzione di gara introduce la Virtual Safety Car, poi la stessa vettura di sicurezza, per consentire la pulizia del tracciato dai detriti. Ricciardo approfitta della situazione, per effettuare la sosta, e montare gomme medie.
Dopo tre giri la gara ricomincia nella sua valenza sportiva, con la classifica che resta immutata. Al giro 13 Verstappen effettua la sua sosta, montando anch'egli gomme medie. Due giri dopo è il turno di Massa, che si stava proteggendo con difficoltà dagli attacchi di Vettel. Ancora due giri e anche Hamilton si ferma ai box: rientra in pista quarto, dietro a Rosberg e le due Ferrari. Nello stesso giro sosta anche per Nico Hülkenberg. Al ventesimo passaggio si fermano sia Rosberg che Räikkönen: Sebastian Vettel si pone al comando della gara, davanti alle due Mercedes e le due Red Bull, a cui si accoda Kimi Räikkönen.
Il tedesco della Ferrari, su gomme morbide, resiste fino al giro 33, quando torna ai box, per montare gomme medie. Lewis Hamilton si riprende la testa della gara, precedendo Rosberg, le due Red Bull e le due Ferrari. Verstappen si avvicina a Rosberg, e tenta, senza successo, il sorpasso al giro 50. Quattro giri prima, intanto, la Ferrari aveva cambiato la sua strategia con Kimi Räikkönen, richiamandolo per una seconda sosta, dopo che lo stesso aveva dato via libera a Vettel. Ora il finnico è settimo, scavalcato da Nico Hülkenberg.
Al giro 51 anche Daniel Ricciardo si ferma per la seconda volta, optando per gomme morbide; l'australiano rientra in gara sesto, dietro a Nico Hülkenberg, ma lo passa nel giro seguente. Ora Verstappen è terzo, davanti a Vettel e al compagno di scuderia Ricciardo.
Al sessantottesimo giro Kimi Räikkönen passa Nico Hülkenberg, che va in testacoda, ma è capace di riprendere la pista. Nello stesso giro Vettel attacca Verstappen: l'olandese taglia la prima curva, resta davanti al tedesco, e non cede la posizione. Poco dopo Ricciardo si avvicina a Vettel, ne tenta il sorpasso, ma il ferrarista chiude lo spazio, tanto che le due vetture si toccano.
Lewis Hamilton vince per la cinquantunesima volta nel mondiale (come Alain Prost), davanti al compagno di scuderia Nico Rosberg, poi Max Verstappen e Sebastian Vettel. L'olandese è però penalizzato subito dopo l'arrivo, tanto che sul podio sale Vettel. Solo ore dopo il termine del gran premio anche il tedesco della Ferrari sarà penalizzato, tanto che il terzo posto viene assegnato a Daniel Ricciardo. La Mercedes ottiene il nuovo record di vittorie, in una stessa stagione, per un costruttore: 17. E così anche la Mercedes F1 W07 diventa la monoposto più vincente nella storia del mondiale di F1. Nel corso della gara il pilota della Williams Valtteri Bottas ha stabilito il record assoluto di velocità massima per una vettura di Formula 1, durante una gara, con 372,5 km/h di punta.

### Risultati
I risultati del Gran Premio sono i seguenti:
| Pos | Nº | Pilota            | Costruttore          | Giri | Tempo/Ritiro                            | Griglia | Punti |
| --- | -- | ----------------- | -------------------- | ---- | --------------------------------------- | ------- | ----- |
| 1   | 44 | Lewis Hamilton    | Mercedes             | 71   | 1h40'31"402                             | 1       | 25    |
| 2   | 6  | Nico Rosberg      | Mercedes             | 71   | +8"354                                  | 2       | 18    |
| 3   | 3  | Daniel Ricciardo  | Red Bull-TAG Heuer   | 71   | +20"858                                 | 4       | 15    |
| 4   | 33 | Max Verstappen    | Red Bull-TAG Heuer   | 71   | +21"323                                 | 3       | 12    |
| 5   | 5  | Sebastian Vettel  | Ferrari              | 71   | +27"313                                 | 7       | 10    |
| 6   | 7  | Kimi Räikkönen    | Ferrari              | 71   | +49"376                                 | 6       | 8     |
| 7   | 27 | Nico Hülkenberg   | Force India-Mercedes | 71   | +58"891                                 | 5       | 6     |
| 8   | 77 | Valtteri Bottas   | Williams-Mercedes    | 71   | +1'05"612                               | 8       | 4     |
| 9   | 19 | Felipe Massa      | Williams-Mercedes    | 71   | +1'16"206                               | 9       | 2     |
| 10  | 11 | Sergio Pérez      | Force India-Mercedes | 71   | +1'16"798                               | 12      | 1     |
| 11  | 9  | Marcus Ericsson   | Sauber-Ferrari       | 70   | +1 giro                                 | 15      |       |
| 12  | 22 | Jenson Button     | McLaren-Honda        | 70   | +1 giro                                 | 13      |       |
| 13  | 14 | Fernando Alonso   | McLaren-Honda        | 70   | +1 giro                                 | 11      |       |
| 14  | 30 | Jolyon Palmer     | Renault              | 70   | +1 giro                                 | 21      |       |
| 15  | 12 | Felipe Nasr       | Sauber-Ferrari       | 70   | +1 giro                                 | 19      |       |
| 16  | 55 | Carlos Sainz Jr.  | STR-Ferrari          | 70   | +1 giro                                 | 10      |       |
| 17  | 20 | Kevin Magnussen   | Renault              | 70   | +1 giro                                 | 14      |       |
| 18  | 26 | Daniil Kvjat      | STR-Ferrari          | 70   | +1 giro                                 | 18      |       |
| 19  | 21 | Esteban Gutiérrez | Haas-Ferrari         | 70   | +1 giro                                 | 17      |       |
| 20  | 8  | Romain Grosjean   | Haas-Ferrari         | 70   | +1 giro                                 | PL      |       |
| 21  | 31 | Esteban Ocon      | Manor-Mercedes       | 69   | +2 giri                                 | 20      |       |
| Rit | 94 | Pascal Wehrlein   | Manor-Mercedes       | 0    | Collisione con E.Gutierrez e M.Ericsson | 16      |       |

## Classifiche mondiali

### Piloti
| Pos | Pilota            | Punti |
| --- | ----------------- | ----- |
| 1   | Nico Rosberg      | 349   |
| 2   | Lewis Hamilton    | 330   |
| 3   | Daniel Ricciardo  | 242   |
| 4   | Sebastian Vettel  | 187   |
| 5   | Kimi Räikkönen    | 178   |
| 6   | Max Verstappen    | 177   |
| 7   | Sergio Pérez      | 85    |
| 8   | Valtteri Bottas   | 85    |
| 9   | Nico Hülkenberg   | 60    |
| 10  | Fernando Alonso   | 52    |
| 11  | Felipe Massa      | 51    |
| 12  | Carlos Sainz Jr.  | 38    |
| 13  | Romain Grosjean   | 29    |
| 14  | Daniil Kvjat      | 25    |
| 15  | Jenson Button     | 21    |
| 16  | Kevin Magnussen   | 7     |
| 17  | Jolyon Palmer     | 1     |
| 18  | Pascal Wehrlein   | 1     |
| 19  | Stoffel Vandoorne | 1     |

### Costruttori
| Pos | Costruttore          | Punti |
| --- | -------------------- | ----- |
| 1   | Mercedes             | 679   |
| 2   | Red Bull-TAG Heuer   | 427   |
| 3   | Ferrari              | 365   |
| 4   | Force India-Mercedes | 145   |
| 5   | Williams-Mercedes    | 136   |
| 6   | McLaren-Honda        | 74    |
| 7   | Toro Rosso-Ferrari   | 55    |
| 8   | Haas-Ferrari         | 29    |
| 9   | Renault              | 8     |
| 10  | Manor-Mercedes       | 1     |

## Decisioni della FIA
Al termine della gara, Max Verstappen è penalizzato di cinque secondi sul tempo di gara e di un punto sulla Superlicenza per aver tagliato la pista e aver tratto vantaggio, al momento dell'attacco di Sebastian Vettel. Ciò ha fatto scalare in terza posizione proprio il tedesco, che così è salito sul podio, per la premiazione, quale terzo. Successivamente anche Vettel è stato penalizzato, ma di dieci secondi, per la manovra con cui si è difeso dall'attacco di Daniel Ricciardo. Ciò ha portato l'australiano al terzo posto, Vettel è retrocesso al quinto, mentre Verstappen ha mantenuto la quarta piazza. Al ferrarista sono stati anche sottratti due punti sulla Superlicenza.
La scuderia italiana ha comunque chiesto la revisione del risultato del gran premio, giudicando che, la presenza di nuovi elementi di giudizio, possa far modificare la penalizzazione inflitta a Vettel. Il ricorso è stato respinto; la scuderia aveva annunciato la volontà di presentare un ulteriore appello, poi lasciato decadere.
I due piloti della Toro Rosso sono stati entrambi penalizzati, sul tempo di gara: Carlos Sainz Jr. ha subito una penalizzazione di 5 secondi e di un punto sulla Superlicenza per aver forzato Fernando Alonso fuori dal tracciato, mentre Daniil Kvjat ha ricevuto la stessa identica penalità, per aver tagliato il tracciato, ottenendo un vantaggio.
Lewis Hamilton, invece, pur avendo tagliato la pista al momento della partenza, non ha ricevuto sanzioni. Secondo la telemetria il pilota non ha tratto vantaggio dalla manovra, rallentando una volta rientrato in pista. Non sono stati presi provvedimenti nemmeno per la collisione, sempre al via, tra Nico Rosberg e Max Verstappen.

## Polemiche dopo la gara
Il team principal della Red Bull, Chris Horner, ha chiesto che Sebastian Vettel subisca un'ammenda per gli insulti rivolti a Charlie Whiting, direttore di gara, per la mancata richiesta a Max Verstappen, di cedergli la posizione, dopo il tentativo di sorpasso. È stato ipotizzato che il pilota della Ferrari possa venier escluso dal successivo Gran Premio del Brasile. Il pilota è stato messo sotto indagine, da parte della FIA. Il team principal della Ferrari, Maurizio Arrivabene ha invece criticato la sanzione ricevuta da Vettel per la manovra di difesa, sul tentativo di sorpasso di Daniel Ricciardo.
Nico Hülkenberg, pilota della Force India, ha criticato la mancata penalizzazione di Lewis Hamilton, per la sua manovra al via, che lo ha portato fuori dal tracciato.